# Елена
Вижте пояснителната страница за други значения на Елена.
Елѐна е град в Северна България, област Велико Търново. Той е административен център на община Елена. Регионът около Елена е известен като Еленски Балкан. В близост до града се намира язовир „Йовковци“. По данни на ГРАО към 15 септември 2023 г. в града живеят 4817 души по настоящ адрес и 5524 души по постоянен адрес.

## География
Китният старопланински град Елена се намира в полите на гористия Еленски балкан. Той е разположен в красивата долина на Еленската река. На север се простират Еленските височини, на юг – Балканът. Северно от града е Чуканското бърдо, където нависоко сред борови насаждения се белее сградата на бившето климатично училище. Зад бърдото се издигат редица височини, изградени от варовици, мергели и пясъчници. Намира се на 38 km южно от Велико Търново, на 215 km от Варна и 280 km от София.

## История
Градът е известен от 1430 година с имената Стръмена и Еляна. През 18-и и 19 век е занаятчийски, търговски и културен център. Градът и еленчани са играли важна роля през Възраждането на България. В почти всяко важно събитие оттогава има участие на еленчани: във Велчовата завера (1835 г.) и в Търновското въстание през 1862 г.
Градът е имал 3 църкви. Първата е старата църква „Свети Никола“. Тя съществувала преди 16 век. В запазения от Дойно Граматик стар псалтир, „печатан във Венеция от Виченца, син на Божидар Вукович, войвода на Подгорица“ е записано: „Книгата се подарява на храма на църквата „Свети Никола“ в 1518 година от някой си Пера“. Още тогава храмът е книжовно хранилище – мост между Търновската книжовна школа и Елена. По предание се знае, че църквата е притежавала много стари ръкописни книги, писани на пергамент. Дори е имало специален свещеник, който е пазел книгите и ги раздавал за ползване. Храмът „Свети Никола“ бил единствен за еленските махали. Колибарите от тях извършвали религиозните обреди в своите черковища. Под вековен дъб се молели за дъжд и за берекет. Правили в деня на своите светии Свети Архангел, Свети Никола, Свети Илия богослужението. Стареят прикадявал сложената обща трапеза с тамян на счупена керемида вместо кадилница. Колибарите идвали в неделя да се черкуват в Еленската църква. Денят за черкуване ставал и пазарен ден. Така по-късно възникнали сборове-панаири, които ставали три пъти в годината и траели по три дни.
На 23 април 1800 година, Гергьовден, когато Елена е нападната от кърджалиите, църквата „Свети Никола“ била опожарена, а заедно с нея са изгорели и голяма част от книгите. Без разрешение еленчани се заемат да я възстановят. Изградили храма тайно, за 40 денонощия, като е вкопан в земята, за да не дразни поробителя. Обновена е в сегашния си вид през 1804 г. със средства на по-заможни граждани и труда на населението.
Ръководил строежа хаджи Иван Кисьов, внук на поп Петко Шейтана, който се явил в Цариград пред султанската майка със зелени класове в калмукан и издействал да бъде освободен Еленския край от данък житнина. Научил, че търновският управител ще нареди проверка дали еленчани строят църква без разрешение, хаджи Иван Кисьов разпоредил в една нощ да измажат стените с вар, размесена с дървени въглища, за да изглежда стара и опушена. Хаджи Иван посрещнал любезно пратениците, дал им по 30 златни рубета, посочил им сградата и казал: „Поздравете от мен войводата и му кажете, че еленчани не строят църква, а поправят стар беглишки харман“.
Външно църквата прави впечатление с крепостния си вид. Стените ѝ са каменни и дебели 1 метър, прозорчетата – с железни решетки, а това на олтара – като амбразура. Вратата е от дебели дъбови дъски, обковани с желязо и тежък, специално правен бравен механизъм. Покрита е с тежки каменни плочи. Църквата била осветена на Благовещение – 25 март 1805 година Каменен надпис, вграден вляво пред олтара, правен от „Дойно йерея“ разказва, че храмът е издигнат из основи, след като е бил изгорен от агарянски разбойници. Тежка е загубата от изгорелите пергаментни исторически ръкописи от книжовната съкровищница.
Поп Дойно Граматик е отбелязал имената на 12 ктитори, между които Стоян Михалев, бащата на Иларион Макариополски. Днес в книгохранителницата е сбирка от 340 старопечатни книги.
Църквата „Свети Никола“ е изографисана изцяло от известните през онова време еленски зографи Давид и Яков. Стенописите имат изключителна стойност и са обявени за паметници на културата от национално значение. Тук се намират образите на светите Методий Моравски, Георги Софийски Нови, Сава Сръбски и образът на Свети Климент Охридски, който има високи художествени достойнства. С голяма художествена стойност са дървеният иконостас и владишкият трон в църквата.
С разрешение на русенско-търновския управител Смаил ага бил издигнат нов параклис „Успение на Пресвета Богородица“ през 1800 година, преправян в 1813 година в по-солидна сграда. Но с течение на времето дървената постройка не задоволявала нуждите на селището. Еленчани замислили строеж на голяма църква. Ориентирали се да съборят Калето и използват материала от него. Към този акт пристъпили, за да не бъде настанен турски гарнизон в крепостта. Изграждането ѝ е дело на майстор Михо от махала Болерци, близо до Елена. Цялата постройка със солидното си изграждане и обработката на материала, художественото изпълнение на детайла и особено вътрешното пространствено решение е огледало не само на повишеното самочувствие на гражданите, но и на голямото строително майсторство и конструктивна смелост на майстор Михо. Този майстор е съвременник на Кольо Фичето, уста Генчо Кънев и не им отстъпва по въображение, план и изпълнение. Строежът е започнат през 1836 година, а е завършен през 1837 година, когато храмът е осветен на 28 август.
През 1861 година храмът е претърпял поправка, за което е оставен надпис на западната стена високо над корниза. Отделна постройка е кулата на камбанарията, изградена през 1912 година. През 1925 година църквата „Успение на Пресвета Богородица“ изгубва много ценно художествено творение – в пожара изгорял иконостаса. Новият иконостас е резбован от Георги Киров, а иконите са от еленския художник Христо Берберов.
Третата еленска светиня – храмът „Рождество на Пресвета Богородица“ има сродна съдба със старата църква „Свети Никола“ и е свързана с историческия път на града. Построен е параклис в 1812 година под ръководството на хаджи Йордан Брадата, на място подарено от хаджи Панайот и хаджи Димитър Разсуканов. И за него е донесено в Търново, че се строи тайно и без султански ферман. Подобно на хаджи Иван Кисьов и хаджи Йордан Брадата маскирал строежа за проверката, като наредил да поставят в параклиса ясли и вързал коне, за да изглежда на конюшня. Параклисът с изградените до него килии е служил в началото за девически манастир, в който по предание съпругата на хаджи Йордан Брадата след обесването му, постъпила монахиня. С иконата на хаджи Йордан Брадата донесена от Божи гроб са се клели съзаклятниците от Велчовата завера в храма на Плаковския манастир „Свети Илия“. Не издържали плетените стени на параклиса „Рождество на Пресвета Богородица“ на огнената стихия на 20 юли 1859 година и започнало строителство на нова църква, завършена в 1865 година Градил я младият тревненски майстор Кольо Петков, ученик на Кольо Фичето. На другата година към храма, в построените две стаи се открива девическо училище, което работи до 1894 година.
Въпреки силно консервативния дух на града, през 1871 г. в него пристигат Васил Левски и Ангел Кънчев и основават таен местен революционен комитет с председател Сава Кършовски. Впоследствие, през 1880 г., той публикува своите спомени за това събитие и се превръща на практика в първия мемоарист, писал за Левски след Освобождението.
След започването на Руско-турската война градът е завзет без особена съпротива от руски кавалерийски части на 12 юли 1877 година. В началото на декември той става сцена на едно от кръвопролитните сражения на войната – османски части, настъпващи от изток в опит за достигане на обсадения Плевен, извършват пробив в руските отбранителни линии и на 4 декември превземат Елена. Населението на града успява да се евакуира с отстъпващите руски части. Османците не успяват да се възползват от успеха си и са спрени от руснаците. След падането на Плевен те започват отстъпление, като на 14 декември изоставят града и го подпалват.
Еленчани при завръщането си от „бягането“ спасили запаленото с барут жито, складирано в църквата, от което получили по крина за настъпващата зима. Скъпоценна реликва от църквата е нарисуваната по молба на еленчани икона от Станислав Доспевски на светите равноапостоли и славянобългарски учители Кирил и Методий през 1866 година, озаглавена „Просветители Българский“. Иконата престояла в храма 15 години и е подарена на народното училище, сега се съхранява в Даскалоливницата. Тя има дълбоко символично съдържание. Светите братя са с чашата за причастие и с евангелския призив се обръщат: „Пийте от нея, сия ест кров“. Силата е в Словото – причастие за българите, а над главите им грее слънце с десет лъча – символ на науката.
При избухването на Балканската война в 1912 година 3 души от Елена са доброволци в Македоно-одринското опълчение.
През 1966 година храмът е конструктивно укрепен. При провеждането на реставрационните работи по стенописите на църквата над северната врата е открита вградена каменна плоча с хубав релефен образ на патрона на храма „Свети Никола“. През есента на 1987 година църквата е окончателно реставрирана и експонирана за посещение.

## Население
Преброяване на населението през 2011 г.
Численост и дял на етническите групи според преброяването на населението през 2011 г.:
|                     | Численост |
| Общо                | 5604      |
| Българи             | 4829      |
| Турци               | 370       |
| Цигани              | 13        |
| Други               | 14        |
| Не се самоопределят | 17        |
| Неотговорили        | 361       |

## Присъединени селища
Следните селища (махали и село) са присъединени към града през 1971 г.:
- м. Боевци
- м. Долни Чукани
- м. Долни Геновци
- м. Горни Чукани
- м. Казаци
- м. Киллъжовци
- м. Лапавишковци
- м. Майтаняци
- м. Милковци
- м. Младеновци
- м. Неювци
- м. Новачкини
- м. Пърчовци
- с. Разпоповци
- м. Синджирци
- м. Тинково
- м. Усои

## Забележителности
Запазени 147 паметници на културата, 7 от които са с национално значение:
- Родната къща на Иларион Макариополски;
- Часовниковата кула;
- Даскалоливницата;
- Църквата „Свети Никола“;
- Църквата храм „Успение на Пресвета Богородица“ с камбанарията;
- Петте Разсуканови къщи;
- Попниколовата къща; [6]

Елена притежава над 6000 етнографски предмета на материалната култура, 780 творби на възрожденското и съвременното изкуство, много старопечатни книги.

### Музеи
- Даскалоливницата – първото българско класно училище, основано от Иван Момчилов през 1843 г.;
- Къщата музей „Иларион Макариополски“, улица „Дойно Граматик“ № 2;
- Музей по палеонтология;
- Къщата на Юрдан Хаджипетков – бащата на Петко Тодоров и Мина Тодорова;

### Калето
„Калето“ е наименованието на хълм, който в наши дни се намира в покрайнините на гр. Елена, а в миналото е бил над града. Наречен е така, защото по време на кърджалийството е имало кале. В най-високата му част е имало пост, който е следял за наближаване на кърджалии. Ако е забележел такива, постът е обявявал тревога и всички църкви са започвали да бият камбаните си. Това е бил сигнал еленчани възможно най-бързо да се отправят към Калето, за да се отбраняват срещу разбойниците. След края на кърджалийството Калето е използвано за турска казарма, но постепенно е започнало да се руши. През 1836 година при строителството на църквата „Успение на Пресвета Богородица“ е използван материал от разрушената крепост. Калето е парк без останали крепостни стени от бившето кале.

### Природни забележителности
Няколко са природните забележителности в близост до Елена:
- Марков камък – огромен камък, който според легендата е хвърлен от Крали Марко;
- Раев камък;
- Дървото Слона – огромен дъб, на 1300 години, който има един нисък и дебел клон, приличащ на хобот;
- Христовският водопад;
- Връх Чумерна;
- Връх Острец;
- Връх Симаново

## Празници
- На 1 май се провежда възстановеният традиционен събор на Неювската поляна с богата концертна програма и народно веселие.
- Преди празника на град Елена се провежда конкурс за красота „Царица Елена“, победителката от който е една от водещите фигури в самия празник.
- На 21 май е празникът на града „Свети равноапостоли Константин и Елена“. Празникът се чества всяка година с много тържества, забави, концерти, състезания и др. На този ден абитуриентите от еленското училище „Иван Момчилов“ завършват средното си образование.
- Общински събор на народните читалища – своеобразен завършек на творческия сезон за самодейните колективи на читалищата е провеждането му всяка година около 24 май на сцена на читалище от общината.
- Празник на Еленския балкан се провежда два дни през месец юли. На втория ден е съборът на самодейните състави от клубовете на пенсионера „На юг и север от Балкана“.
- Първият празник Балканът пее и разказва се организира в Елена на Неювската поляна на 20 и 21 юни 1974 година. Оттогава на ротационен принцип се провежда в балканските градове Елена, Дряново, Котел, Трявна, Твърдица и Гурково.
- В последната събота на октомври се провежда Празник на еленския бут.
- На 5 декември всяка година населението се покланя пред подвига на загиналите при село Марян в западния край на града. Поклонението пред паметника на загиналите в западния край на града се нарича „Бягането“ и се свързва с бягството на еленчани при нападението на града.

## Обществени институции
- Общинска администрация Елена Архив на оригинала от 2020-11-27 в Wayback Machine.
- Общински съвет – град Елена
- Общински туристически информационен център – град Елена
- Музей на Възраждането Архив на оригинала от 2020-10-26 в Wayback Machine.
- Читалище „Напредък“ – град Елена
- СОУ „Иван Момчилов“ – град Елена
- Общински детски комплекс
- Сдружение „Гражданско общество“ – град Елена
- i-Център Елена

## Побратимени градове
- община Волфсбах, Австрия

## Галерия
- Даскалоливницата

## Кухня
- Еленски бут
- Филе „Елена“ (рибица)
- Еленска сливова ракия: за разлика от богатите на грозде южни склонове на Средна Стара планина, северните, в разстояние до 20 – 25 км от билото на планината, се отличават с по-добри условия за отглеждане на овощни насаждения, отколкото на грозде. Това е довело до специфика в традициите, включително и тези на производството на спиртни напитки в последните 200 – 300 години. Макар че по-заможните местни земевладелци, притежаващи земи в по-отдалечени от Балкана места, са можели да си позволят собственото производство на вино, като традиция за местните хора се е утвърдило варенето на сливова ракия.